# Фосфатидилхолін

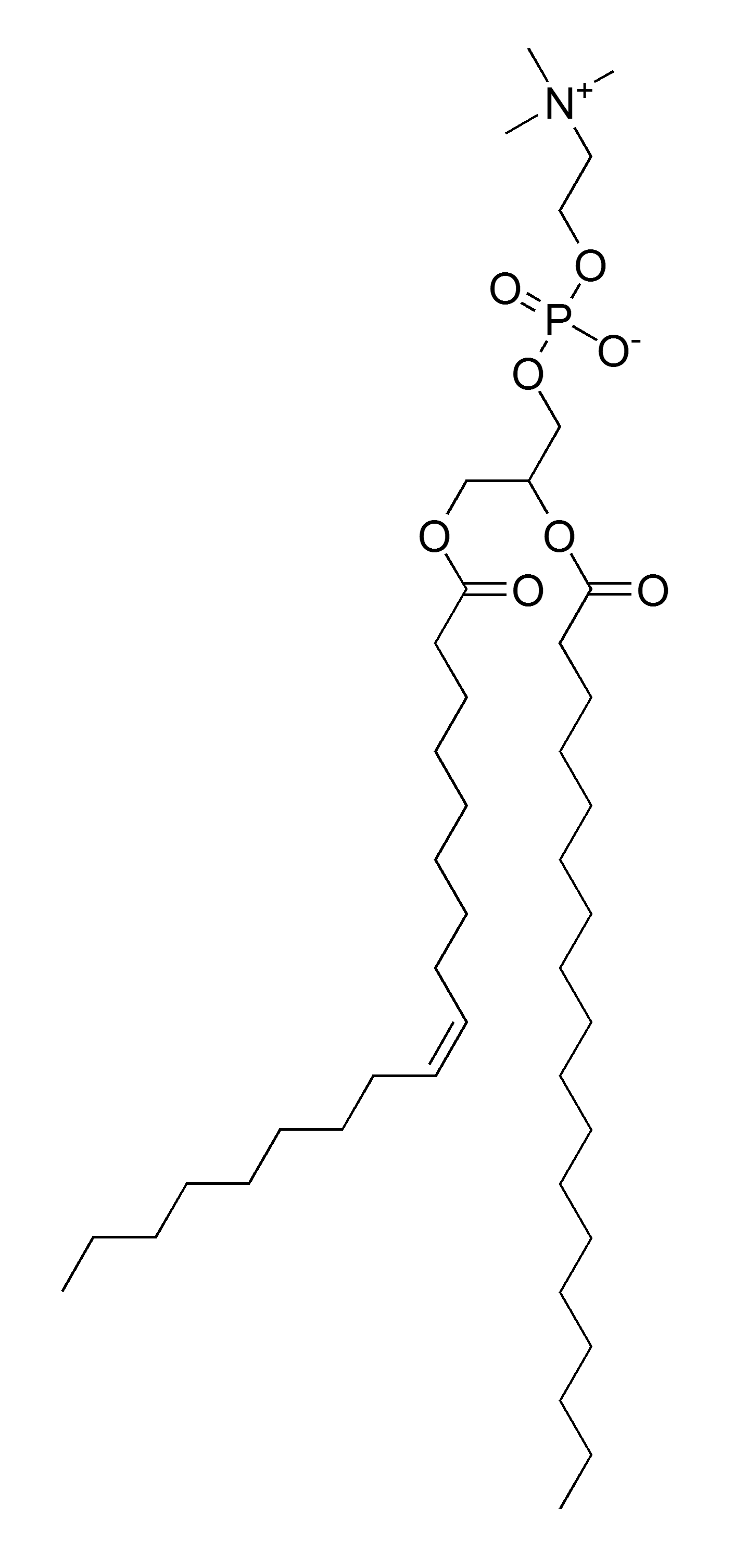
Фосфатидилхолін

Фосфатидилхоліни ― група фосфоліпідів, що містять холін. Також входять до групи лецитинів. Фосфатидилхоліни одні з найпоширеніших молекул клітинних мембран.

## Структура і функції
Лецитини, як і прості жири, містять структурні залишки гліцерину і жирних кислот, але до їх складу входять фосфорна кислота і холін. Лецитини широко представлені в клітинах різних тканин, вони виконують як метаболічні, так і структурні функції в мембранах. Дипальмітиллецитин ― дуже ефективний поверхнево-активний агент, знижує поверхневий натяг і тим самим перешкоджає злипанню внутрішніх поверхонь дихальних шляхів у легенях. Його відсутність у легенях недоношених новонароджених призводить до розвитку синдрому дихальної недостатності.